# Seznam exorcistů
Exorcista je kněz nebo laik praktikující exorcismus.
Katolický exorcismus smí vysluhovat jen katolický kněz, který je touto službou pověřen svým diecézním biskupem.

## Katoličtí exorcisté
- Candido Amantini
- Gabriele Amorth
- Raymond J. Bishop
- Vojtěch Kodet
- William S. Bowdern
- Christian Curty
- Jeremy Davies
- Joseph de Tonquedec
- Pellegrino Ernetti
- Angelo Fantoni
- Giancarlo Gramolazzo
- Walter Halloran
- Peter Heier
- Edward Hughes
- Jan Pavel II.
- Celestine Kapsner
- Lawrence Kenny
- James J. LeBar
- Matteo La Grua
- Malachi Martin
- Emmanuel Milingo
- Cardinal John O'Connor
- Rufus Pereira
- Theophilus Riesinger
- Rosario Stroscio
- Jan Maria Vianney
- Elias Vella
- Imrich Degro

Zatímco v minulosti byla v Římskokatolické církvi funkce exorcisty poměrně běžnou a uznávanou, v době kolem roku 2004, ještě před vlnou obnovy exorcismu, měli pouze zřídka možnost výraznějšího postupu v církevní hierarchii a jejich vážnost výrazně poklesala i z pohledu jejich kolegů, kteří je považují za pomatené a zpátečnické. V mnoha zemích, jako je Německo, Rakousko, Švýcarsko, Španělsko či Portugalsko a mnoho dalších, v té době exorcisté oficiálně nebyli vůbec jmenováni. Na rozdíl od církví pravoslavných či protestantských se Římskokatolická církev úřadu exorcisty v posledních desetiletích (před rokem 2004) zříkala. Gabriele Amorth se pohoršoval nad tím, že 150 účastníků mezinárodního kongresu exorcistů nebylo ani připuštěno k veřejné středeční audienci na náměstí Svatého Petra, což sarkasticky vysvětloval obavou, že by se tak velkému počtu exorcistů na jednom místě mohlo podařit spoutat satanské legie, které se usadily ve Vatikánu. Jan Pavel II. sám exorcismus údajně několikrát vykonával, vatikánská administrativa se k této činnosti však v té době stavěla nevstřícně. Papež František v roce 2014 v pozdravném dopisu účastníkům exorcistické konference zdůraznil užitečnost vymítačů ďábla. Podle článku z roku 2018 přišla Římskokatolická církev celkem nedávno s požadavkem, aby v každé diecézi byla aspoň jedna osoba, která je proškolená a vyzná se v problematice exorcismu. Byla tak obnovena praxe, která byla de facto zapomenutá nebo se spojovala jen s nějakými excesy a středověkými praktikami.
Amorth dodává, že když v roce 1986 se svou praxí začínal, bylo v Itálii 20 exorcistů. Novodobý vzestup exorcismu nastal zhruba od poloviny 20. století, pravděpodobně jako reakce na stoupající popularitu černé magie a satanských sekt, a v 70. a 80. letech byl podporován rostoucím hnutím Katolické charismatické obnovy. Jan Pavel II, který hovořil o Ďáblu jako o aktuálním problému světa a sám se exorcismu věnoval. K popularizaci tématu přispěl film „Vymítač ďábla“ z roku 1973. Za vyvrcholení návratu exorcismu je považována reforma „římského rituálu“ v roce 1999, která zohledňuje při vymítání poznatky soudobé medicíny a psychologie. V roce 2005 byl v Římské univerzitě Ateneo Pontificio Regina Apostolorum otevřen semestrální kurz exorcismu a modlitby za osvobození. Exorcismus a démonickou posedlost přijímají zejména konzervativnější kněží, kteří je považují za fakta doložená evangeliem a historií. Skeptici se obávají přeceňování či zneužití zastaralého rituálu proti církvi. Exorcisté jsou často ze strany ostatních kněží a občas i biskupů, kteří je sami dosadili do funkce, přehlíženi a jsou považováni za fanatické členy konzervativní části církve, což zájemce odrazuje.
14. sjezdu Mezinárodní asociace exorcistů (IEA) od 25. do 30. září 2023 v Sacrofanu u Říma se účastnilo 203 kněží exorcistů ze všech kontinentů a asi 100 pomocných exorcistů. Asociace měla v té době zhruba 900 členů, z toho zhruba polovina působí v Itálii.
Nedávno před rokem 2014 působil v Česku pouze jeden exorcista, zatímco například na Maltě jich v té době působilo 6. V roce 2014 měla již každý z 8 českých a moravských diecézí svého vymítače, v červenci 2017 bylo v Česku kolem 10 katolických exorcistů. K listopadu 2023 v Česku podle evidence sdružení působilo 13 exorcistů.
Exorcista Petr Jan Vinš, kněz Starokatolické církve, absolvent kurzu exorcismu na papežské univerzitě ve Vatikánu a člen Českého klubu skeptiků Sisyfos, v březnu 2018 vysvětloval, že počet exorcistů se obtížně udává, protože pověření biskupem může být jak obecné pro všechny případy v diecézi, tak jednorázové pro konkrétní případy, takže takový kněz není veden v žádné databázi. Řada diecézí má jmenovanou pouze kontaktní osobu, která sama exorcistou není, ale dělá prvotní třídění a podle potřeby pak kontaktuje pověřené kněze. Vinš přesný počet exorcistů neznal, ale myslel si, že jich je kolem dvaceti.
Někteří exorcisté jsou veřejně známí, někteří pracují skrytě. Téměř každá diecéze má svého exorcistu, některé diecéze jich mají i více. Veřejně známými českými exorcisty jsou například Vojtěch Kodet či Karel Orlita. 
Od roku 2009 byl v Ostravsko-opavské diecézi pověřeným exorcistou polský kněz řádu paulinů Bogdan Stępień (v roce 2023 je uveden jako pověřený exorcista na webu Plzeňské diecéze).
Jiným exorcistou je Marek Dunda. Dramatické video jím prováděného exorcismu v kostele ve Vranově nad Dyjí, pořízené klíčovou dírkou, se dostalo v roce 2014 na veřejnost. Podobné rituály se prý dějí v tomto kostele opakovaně a řev bývá slyšet daleko od kostela. Starosta Vranova sitauci prověřil a zjistil, že se nedělo nic nezákonného. Kněz Dunda zpochybnil etičnost filmování přes klíčovou dírku. Zveřejněné video přimělo katolickou církev k tomu, aby o exorcismu veřejně promluvila. Papežský kaplan monsignore Karel Orlita potvrdil, že při vymítání se dějí nepochopitelné věci – osoba hovoří neznámými jazyky, má obrovskou sílu, jsou známé případy. kdy levituje. Článek TN.cz v té době uvedl odhad, že českých exorcistů je asi 9, avšak že církev jejich statistiku nevede.
Jako exorcista byl v roce 2023 v katolickém tisku zmiňován kurdějovský farář Jaromír Smejkal, který se pak v říjnu 2023 proslavil tím, že opakovaně dětem rozkopal vyřezávané haloweenské dýně, které označil za symboly satanistického svátku ,Halowin‘ a pak se hájil tím, že prý nevěděl, že byly výtvorem dětí. Vedení diecéze se od jeho činu distancovalo a pokáralo ho.
Kromě tzv. velkého exorcismu, k jehož výkonu je vyžadováno pověření biskupa a kdy kněz ke zlému duchu přímo hovoří a rozkazuje mu, existuje řada dalších příbuzných úkonů, k nimž takové speciální pověření nutné není, například modlitba osvobození, svátost křtu nebo svátost pomazání nemocných, žehnání či kropení svěcenou vodou. Například exorcista Vinš podle rozhovoru z března 2018 sám přímo exorcismus nikdy neprováděl, pouze pastorální úkony nižšího stupně. V případě osob, které byly subjektivně přesvědčeny, že jsou posedlé, ani jednou nenabyl morální jistoty, že tomu tak skutečně je. Fundamentalisté v řadách církve takové jistoty nabývají podle Vinše až příliš často.

## Protestantští exorcisté
- Dr. Brian Connor
- Dr. Charles H. Kraft

## Literární postavy exorcistů
- Jakub Vandrovec